# ایشورگانج
ایشورگانج (به لاتین: Ishwarganj) یک منطقهٔ مسکونی در بنگلادش است که در Ishwarganj Upazila واقع شده‌است.
 ایشورگانج ۲۳۹٫۱۴ کیلومتر مربع مساحت دارد.